# Дельтаретровирусы
Дельтаретровирусы (лат. Deltaretrovirus) — род вирусов из семейства ретровирусов (Retroviridae). Состоит из экзогенных горизонтально передаваемых вирусов, которые выделяются в нескольких группах млекопитающих.
Вирусы этого рода представляют собой РНК-вирусы, которые реплицируются в клетках хозяина с помощью фермента обратной транскриптазы для того, чтобы образовать провирусную ДНК из своего РНК-генома. Затем ДНК включается в геном хозяина с помощью фермента интегразы. После этого вирус реплицируется как часть ДНК клетки хозяина.
Вирус сам хранит свою нуклеиновую кислоту в форме +мРНК (включая 5'-кэп и 3'-поли(А) внутри вириона) генома и служит средством доставки этого генома в клетки, в которые он стремится как облигатный паразит, и начинает инфекцию. Как только он оказывается в клетке хозяина, нити РНК в цитозоле подвергаются обратной транскрипции и включаются в геном хозяина, с этого момента ретровирусная ДНК называется ретровирусом. До тех пор, пока вирус не инфицировал хозяина, его трудно обнаружить.

## Строение вириона
Вирионы ретровирусов состоят из частиц, окруженных оболочкой, приблизительно 100 нм в диаметре. Содержат две идентичные однонитчатые молекулы РНК длиной в 7—10 килобаз. Хотя вирионы разных ретровирусов не обладают одинаковой морфологией или биологией, все компоненты вириона очень схожие с другими представителями рода.
- Оболочка: составлена из липидного бислоя, который получен из плазмалеммы хозяина во время процесса почкования.
- РНК: состоит из двуцепочечной РНК. Она имеет кэп на 5'-конце и полиаденилат на 3'-конце. Рибонуклеиновокислотный геном также имеет конечные некодирующие области, которые важны в репликации, и внутренние области, которые кодируют вирионные белки для генной экспрессии.
  - 5'-конец молекулы РНК включает четыре области, такие как R, U5, PB и L.
    - R-область — это короткая повторяемая последовательность в каждом конце генома во время обратной транскрипции для того, чтобы обеспечить правильный конец-в-конец перенос в растущую цепь.
    - U5-область, с другой стороны, — это короткая последовательность между областями R и PB.
    - Область PB состоит из 18 оснований, комплементарных 3'-концу тРНК-го образца.
    - L-область — нетранслируемая ведущая область, которая дает сигнал для пакования геномной РНК.

  - 3'-конец включает три области, среди которых PP (полиуриновая), U3 и R.
    - Область PP — это образец для плюс-нити синтеза ДНК во время обратной транскрипции.
    - Область U3 — это последовательность между областями PP и R, которая обладает сигналом, который провирус может использовать при транскрипции.
    - Область R, — это завершающая повторяемая последовательность на 3'-конце.
- Белки: состоящие из белков gag, протеазы (PR), белков pol и белков env.
  - Белки gag — это основные компоненты вирусного капсида, в количестве 2000—4000 копий на вирион.
  - Протеаза, с другой стороны, выражается различно у разных вирусов. Она функционирует при протеолитических расщеплениях во время созревания вирионов для того, чтобы получить зрелые белки gag и pol.
  - Белки pol ответственны за синтез вирусной ДНК и интеграцию в ДНК хозяина после инфекции.
  - Белки env играют роль в сочетании и вхождении вириона в клетку хозяина[4].

## Размножение
После того, как дельтаретровирусы включили свои собственные геномы в линию воспроизводства, их геномы передаются следующим поколениям. Эти эндогенные ретровирусы (ЭРВ), отличаемые от экзогенных, теперь составляют до 5—8 % генома человека. Большинство включений обладают неизвестной функцией и часто называются как «бесполезная ДНК».

## Роль в биологии хозяина
Однако многие эндогенные дельта-ретровирусы играют важные роли в биологии хозяина, такие как управление генной транскрипцией, клеточным делением во время плацентарного развития в ходе воспроизводства эмбриона, устойчивость экзогенной ретровирусной инфекции. Эндогенные дельта-ретровирусы также получили специальное внимание при исследовании связанных с иммунологией патологических состояний, при таких аутоиммунных болезнях, как рассеянный склероз, хотя еще не доказано, что эндогенные дельта-ретровирусы играют причинную роль при этой болезни.

## Роль эндогенных дельтаретровирусов в геннойэволюциичеловека
Такая роль исследована в статье 2005 года.
В то время как полагали, что классически транскрипция происходит от ДНК к РНК, обратная транскриптаза транскрибирует РНК в ДНК. Термин «ретро» у ретровирусов относится к этому обратному процессу (производству ДНК из РНК) центральной догмы молекулярной биологии. Обратная транскриптазная активность вне ретровирусов была найдена почти у всех эукариотов, создавая возможность производства и включения новых копий ретротранспозонов в геном хозяина. Эти вставки транскрибируются с помощью ферментов хозяина в новые молекулы РНК, которые вступают в цитозоль. За этим некоторые из этих молекул РНК транслируются в вирусные белки. Например, ген gag транслируется в молекулу капсидного белка, ген pol транскрибируется в молекулы обратной транскриптазы, а ген env транслируется в молекулы оболочечного белка. Любой ретровирус должен «внести» свою собственную обратную транскриптазу в свой капсид, в противном случае, он неспособен использовать ферменты инфицированной клетки на выполнение задачи в результате необычной природы образуемой ДНК из РНК.

## Природа резистентности к лекарственным препаратам
Промышленно произведенные препараты, которые разработаны как ингибиторы протеазы и обратной транскриптазы могут быстро оказаться неэффективными, потому что генные последовательности, которые кодируют эту протеазу и обратную транскриптазу, способны подвергнуться многим замещениям. Подобные замещения азотистых оснований, которые образуют нить ДНК, могут сделать протеазы или обратную транскриптазу трудными для атаки. Аминокислотное замещение делает ферменты способными уклоняться от режимов лечения препаратами, потому что мутации в последовательности генов могут вызвать физическое или химическое изменение, что сделает трудным обнаружение их с помощью лекарства. По причине того, что обратная транскриптаза не проверяет правильность репликации ДНК, ретровирус мутирует очень часто. Это позволяет вирусу становиться устойчивым к антивирусным фармацевтическим препаратам и тормозит разработку эффективных вакцин и ингибиторов для ретровирусов.

### Перспективы преодоления резистентности
Когда разрабатываются препараты, которые предназначены для атаки ферментов, таких как протеаза, производители целятся в специфические сайты на этом ферменте. Один способ для того, чтобы атаковать эти цели, может быть через гидролиз молекулярных связей. Путём добавления молекул воды в некоторый сайт вируса препарат разорвет предыдущие связи, которые существовали друг с другом. Если несколько из таких связей нарушатся, этот результат может привести к лизису, гибели вируса.

## Структура генома
Как правило, геномы ретровирусов содержат три открытые считывающие рамки, которые кодируют белки, находимые в зрелых вирусах:
коды группоспецифического антигена (gag) для ядра и структурных белков вируса;
коды полимеразы (pol) для обратной транскриптазы и интегразы;
и коды оболочки (env) для белков покрытия ретровируса.

### Провирусы
Эта ДНК может быть включена в геном хозяина как провирус, который может быть передан клеткам-потомкам. Таким путём некоторые ретровирусы способны обратить нормальные клетки в раковые клетки. Некоторые провирусы остаются латентными в клетке в течение длительного периода времени перед тем, как будут активированы под действием изменения в среде вокруг клетки.

## Эволюционное развитие
Исследование ретровирусов впервые привели к демонстрации синтеза ДНК из шаблонов РНК, фундаментальный способ переноса генетического материала, который наблюдается как в эукариотических, так и у прокариотических клетках. Было предположено, что процессы транскрипции РНК на ДНК, использованные ретровирусами, могли вначале привести к использованию ДНК в качестве генетического материала. В такой модели (модели РНК-мира) клеточные организмы приняли более химически стабильную ДНК, тогда как ретровирусы развили способность создавать ДНК из шаблонов РНК.

## Перспективы лечения
Антиретровирусные препараты — это медикаменты для лечения инфекции, вызванной ретровирусами, прежде всего ВИЧ. Различные классы антиретровирусных препаратов действуют на разные стадии жизненного цикла ВИЧ. Сочетание нескольких (обычно трех или четырех) аниретровирусных препаратов известно как антиретровирусная терапия (АРВТ).